# Asilaris hayashii
Asilaris hayashii là một loài bọ cánh cứng trong họ Cerambycidae.